# XULRunner
XULRunner bylo běhové prostředí („runtime environment“) nezbytné pro XUL aplikace, které nad ním běží. Tato abstrakční vrstva umožňuje snazší vývoj XUL aplikací, spolehlivou platformní nezávislost a úsporu systémových prostředků. XULRunner poskytuje mechanizmus na instalaci, nasazování, aktualizování a odinstalování aplikací, které nad ním poběží. Kromě aplikací jako Mozilla Firefox či Mozilla Thunderbird XULRunner v minulosti využíval například přehrávač Songbird.
Idea XULRunneru vychází z Gecko Runtime Environment (GRE), což byla část balíku Mozilla Suite (nyní SeaMonkey) instalovaná do sdíleného umístění s cílem, aby tento runtime mohly využívat i další aplikace. S tím byla spojena řada problémů, takže se tento koncept neukázal jako perspektivní. V březnu 2005 publikoval Benjamin Smedberg vizi, jak tyto problémy řešit a dal tak k dispozici základ, ze kterého vzešel XULRunner.
Původně bylo plánováno, že první stabilní verzí bude 1.9, která byla plánována na rok 2007 a měla se stál základem webového prohlížeče Mozilla Firefox 3.0. Ten by se zároveň stal prostředkem pro masovou distribuci XULRunneru koncovým uživatelům (ač měl být XULRunner nabízen i samostatně). Tyto plány však byly přehodnoceny a XULRunner jako samostatné běhové prostředí nebude k dispozici. Nakonec byl Firefox 3.0 založen na soukromé kopii XULRunneru, kterou není možné využívat jiným aplikacemi stavějících na XULRunneru. Vývoj XULRunneru pokračoval až do roku 2015, kdy byla ukončena podpora i vývoj, a během dalšího roku byl XULRunner odebrán i z většiny linuxových distribucí.

## Aplikace nad XULRunnerem
XULRunner využívali některé aplikace ještě v době jeho raného vývoje. Jedná se například o:
- Composer - pracovní název editoru webových stránek od Daniela Glazmana
- ChatZilla - IRC editor
- Kiwix - prohlížeč obsahu CD offline verze Wikipedie[3]
- Mango - Jabber klient
- Songbird - multimediální přehrávač